# پلاتی (ماهی)

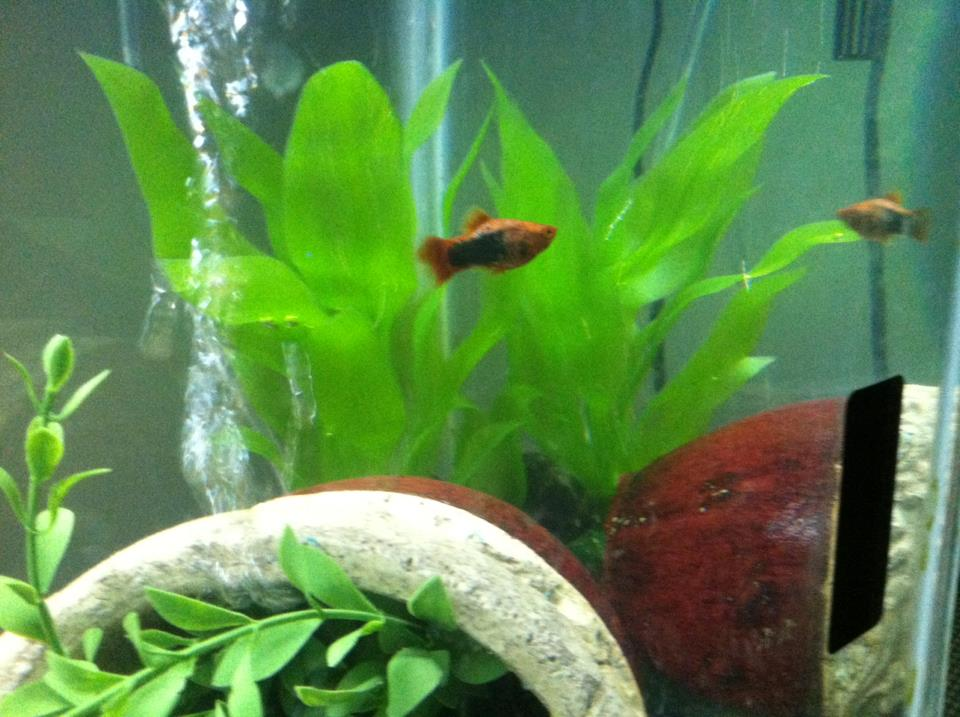
نوع نر طلای ۲۴ عیار در آکواریوم

ماهی پلاتی گونه‌ای از سرده ماهی دم‌شمشیری است که فاقد بخش شمشیری‌شکل در پایین دم خود می‌باشند. همهٔ اعضای این‌سرده ساکن آب شیرین بوده و مانند گوپی‌ها و مولی‌ها، زنده زا هستند. پلاتی‌ها بومی سواحل شرقی آمریکای مرکزی و جنوب مکزیک هستند.

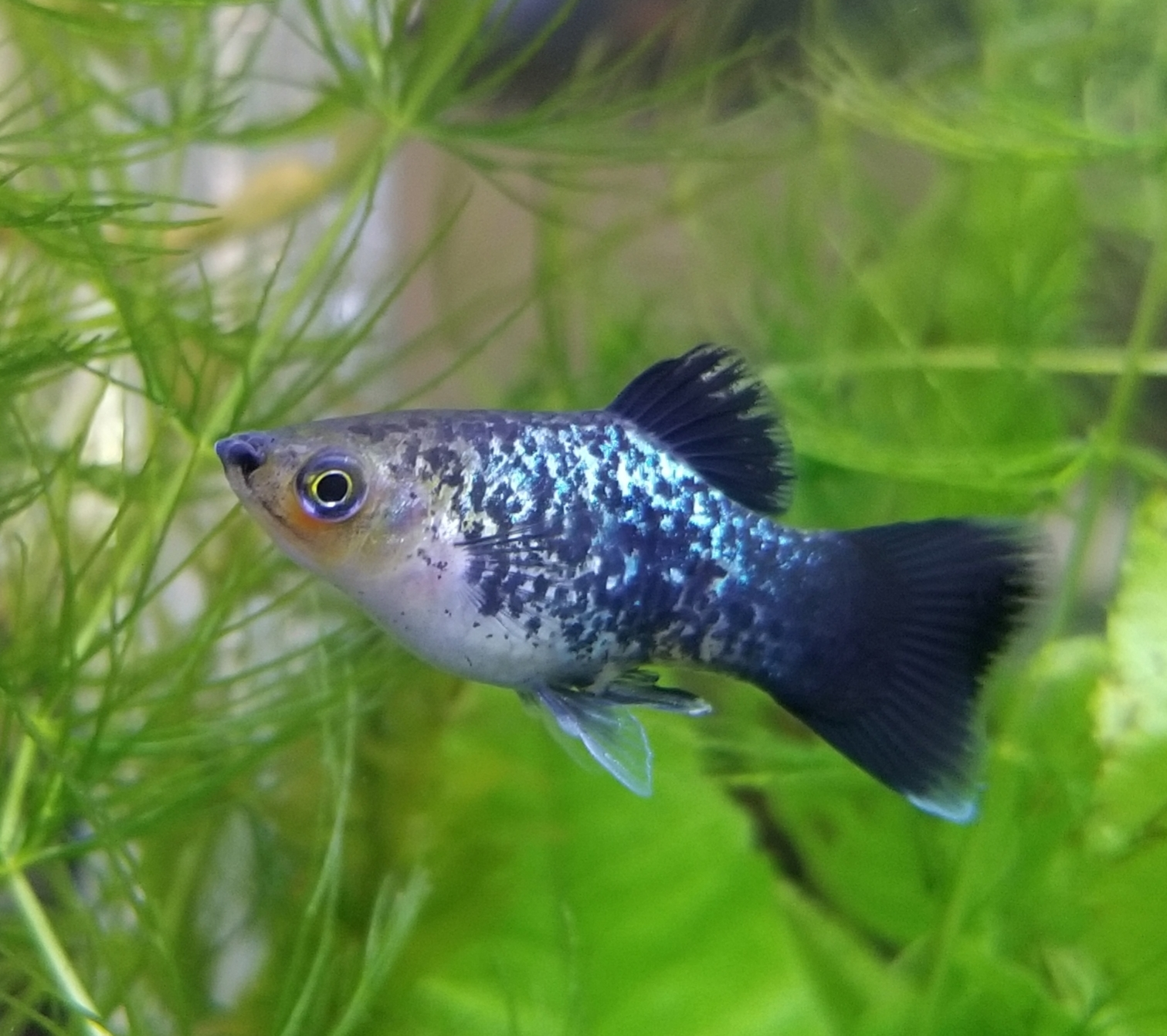
نوع نر رنگین کمان پلاتی

این دو گونه چنان به هم نزدیک و در هم تنیده‌اند که به سختی از هم تشخیص داده می‌شوند. بیشتر پلاتی‌هایی که اکنون در آکواریوم‌ها فروخته می‌شوند، هیبریدهای هر دو گونه هستند.

## ویژگی‌ها
پلاتی‌ها حداکثر ۷ سانتی‌متر رشد می‌کنند. دودیسی جنسی در آن‌ها خفیف است و بالهٔ مقعدی ماهی نر به «گونوپودیوم» تبدیل شده‌است؛ اندامی لوله‌ای شکل که برای تولید مثل استفاده می‌شود. بالهٔ مقعدی ماهی‌های ماده به شکل بادبزن درآمده است. انواع وحشی پلاتی رنگ تیره‌تری داشته و فاقد خط جانبی تیرهٔ متمایز در بسیاری از انواع هستند. پلاتی‌ها در هر ماه یک‌نوبت و در هر نوبت از ۲۰ تا ۵۰ عدد بچه به دنیا می‌آورند. آن‌ها گاهی نوزادانشان را می‌خورند. در پلاتی ماده مانند زنده‌زاهایی چون گوپی و مولی بعد از یک‌بار جفت‌گیری، اسپرم ماهی نر به مدت ۶ ماه در بدن ماهی ماده می‌ماند؛ بنابراین می‌تواند به دفعات و بدون نیاز به جفت‌گیری مجدد و حتی در عدم وجود ماهی نر، باردار شده و بچه به دنیا بیاورد.

## پلاتی واریاتوس

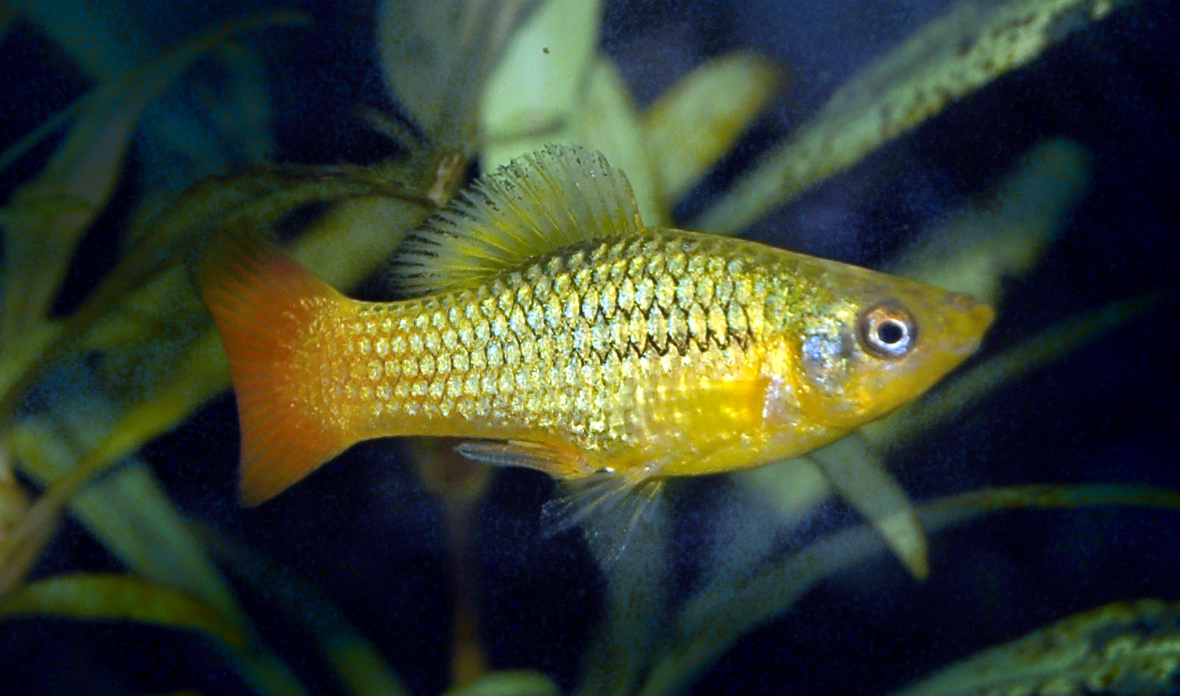
پلاتی واریاتوس، جنس نر

پلاتی واریاتوس (نام علمی: Xiphophorus variatus) نام زیرگونه‌ای از پلاتی است که حداکثر طول کلی آن ۷٫۰ سانتی‌متر می‌باشد. این ماهی‌ها در طبیعت به رنگ زیتونی هستند که دارای حالتی مرمری سیاه یا لکه‌هایی در کنار ساقه دمی هستند. نرهای بزرگ لکه‌های سیاه رنگی روی باله پشتی دارند. آن‌ها معمولاً دارای ۲۰ تا ۲۴ فلس، ۱۰ تا ۱۲ شعاع پشتی و دو ردیف دندان در فک هستند.

## آکواریوم
پلاتی‌ها به‌طور گسترده‌ای در آکواریوم‌ها استفاده می‌شود. چندین تنوع رنگی مختلف مانند قرمز، زرد، نارنجی، آبی، رنگین کمان (ترکیب رنگ‌ها) و سفید از آنها ایجاد شده‌است.
اگر پارامترهای آب آکواریوم شما درست باشد، پلاتی‌ها معمولاً حدود ۳ سال عمر می‌کند.